# Hearst, Ontario
Hearst är en ort i Kanada.   Den ligger i provinsen Ontario, i den sydöstra delen av landet, 700 km nordväst om huvudstaden Ottawa. Hearst ligger 235 meter över havet och antalet invånare är 4 746. Den ligger vid sjön Johnson's Lake.
Terrängen runt Hearst är platt. Runt Hearst är det glesbefolkat, med 13 invånare per kvadratkilometer.. Det finns inga andra samhällen i närheten. 
I omgivningarna runt Hearst växer i huvudsak blandskog.